# Parfondeval (Orne)
Parfondeval település Franciaországban, Orne megyében. Lakosainak száma 104 fő (2022. január 1.). Parfondeval Courgeoût, Coulimer, Saint-Denis-sur-Huisne, Saint-Jouin-de-Blavou és Saint-Langis-lès-Mortagne községekkel határos.

## Népesség
A település népességének változása:
| Lakosok száma | 113  | 115  | 111  | 109  | 108  | 108  | 107  | 104  |
|               | 2013 | 2015 | 2017 | 2018 | 2019 | 2020 | 2021 | 2022 |